# Atletismo nos Jogos Pan-Americanos de 1979 - 800 m masculino
A prova dos 800 m masculino nos Jogos Pan-Americanos de 1979 foi realizada em San Juan, Porto Rico.

## Medalhistas
| Ouro                              | Prata                       | Bronze                       |
| James Robinson USA Estados Unidos | Alberto Juantorena CUB Cuba | Agberto Guimaraes BRA Brasil |

## Resultados
| Posição           | Nome               | Nacionalidade      | Tempo  | Notas |
| ----------------- | ------------------ | ------------------ | ------ | ----- |
| Medalha de ouro   | James Robinson     | USA Estados Unidos | 1:46.3 |       |
| Medalha de prata  | Alberto Juantorena | CUB Cuba           | 1:46.4 |       |
| Medalha de bronze | Agberto Guimaraes  | BRA Brasil         | 1:46.8 |       |
| 4                 | Owen Hamilton      | JAM Jamaica        | 1:47.3 |       |
| 5                 | Emilio Ulloa       | CHI Chile          | 1:49.2 |       |
| 6                 | Leandro Civil      | CUB Cuba           | 1:49.5 |       |
| 7                 | Doug Wournell      | CAN Canadá         | 1:50.0 |       |
| 8                 | Christian Molina   | CHI Chile          | 1:51.7 |       |